# Мішки-зерносховища
Мішки-зерносховища — спеціальні великі мішки для зберігання зерна, альтернатива елеваторам.

## Історія

Мішки-зерносховища на полі й машина, яка завантажує їх зерном

Технологія зберігання сільгоспродукції у величезних мішках з'явилася у 80-і роки XX століття. Початково вона розроблялася для зберігання кормів для худоби. Уже тоді багато говорилося про можливість їх застосування для зберігання зерна, однак великого ентузіазму ця ідея ні в кого не викликала. Ситуацію змінили аргентинці. У середині 90-х років коли урожай зернових досяг рівня 40 мільйонів тон, стало ясно, що наявних тоді потужностей елеваторів недостатньо. Оскільки щорічний приріст валових зборів у ті роки становив приблизно 10 %, то неможливість зберегти урожай стала одним з головним чинників, який стримував розвиток сільського господарства. На нові елеватори розраховувати не доводилося, бо їх зведення вимагало багато часу, а зерно треба було зберігати вже зараз. Виручили мішки-рукави, які доти масово не використовувалися для зберігання зерна. Нині третина вирощуваного в Аргентині зерна зберігається саме у такий спосіб. Наприклад в 2006 році в мішках було 25 мільйонів зерна, а в 2007-му понад 30. Незабаром новий спосіб зернозберігання перейняли і країни Північної Америки та Європи. Тепер навіть такі великі зернотрейдери, як Карґілл та Дрейфус мають у своєму арсеналі не лише традиційні елеватори, але й мішки-зерносховища. Зараз зерно в мішках зберігають і в Україні, за оцінками продавця таких мішків в Україні компанії «СпрейМастера» в 2008 році так зберігалося біля пів мільйона тон зерна.

## Технологія
У замкнутому середовищі, яким є поліетиленовий рукав, у процесі дихання живих організмів поступово збільшується концентрація вуглекислого газу. Разом із зерновою масою сюди потрапляють різноманітні комахи, спори грибів, бактерії. В умовах низького вмісту кисню вони припиняють свою активність, а то й зовсім гинуть. Зерно також зменшує інтенсивність своїх життєдіяльних процесів доти, поки воно знову не стикнеться з киснем повітря.
Самі рукави, довжина яких становить 60 метрів, зроблені з п'яти шарів поліетилену, кожен з яких має свої певні властивості. Це необхідно для того, аби зерно своєю вагою не порвало плівку, а також аби мішок розтягувався рівномірно.
Згідно з різними дослідженнями, у рукавах зерно може зберігатися протягом двох років. Після цього періоду поліетилен під впливом ультрафіолетових променів руйнується. Зерно ж можна в разі потреби перекласти в інший мішок і зберігати далі.
Тривалі експерименти, що проводилися як в Аргентині, так і в інших країнах світу, показали, що впродовж зберігання у мішку не відбувається жодних змін стосовно вологості закладеного зерна. При цьому деякі дослідники говорять про те, що можна закладати й вологий врожай. Проте для наших широт це не найкращий варіант, оскільки в цьому разі термін зберігання буде коротшим. Тому українські фахівці радять все ж таки спочатку підсушити зерно до прийнятих у стандарті норм.
Наповнення та вивантаження мішків-рукавів відбувається дуже просто. Для цього потрібні лише бункер для навантаження зерна, трактор та спеціальна машина — за допомогою якої і відбувається заповнення рукавів.
Рукави підходять для будь-якого зерна. Слідкувати слід лише за тим, аби ділянка під рукави була вирівняною, твердою та з невеликим ухилом у бік завантаження зерна. Це треба для того, щоби вода не могла затікати всередину рукава.
Крім цього, важливо проводити постійні перевірки мішків-сховищ: принаймні раз на 10 днів слід оглядати мішки і, в разі знаходження будь-якого пошкодження, заклеювати дірки спеціальним скотчем.
Оскільки товар тут зберігається без пошкоджень, можна бути абсолютно впевненим у його якості. Більше того, в окрему взяту партію ніхто не зможе підмішати погане зерно для зниження класності, як це нерідко трапляється в українських елеваторах. Однак головною перевагою мішків є їх дешевизна — збудувати власний елеватор дорого, а мішки-зерносховища собі може дозволити майже кожне господарство.